# Nicaragua ai Giochi della XXI Olimpiade
Il Nicaragua partecipò ai Giochi della XXI Olimpiade che si sono svolti a Montréal dal 17 luglio al 1º agosto 1976, con una delegazione di 15 atleti impegnati in 6 discipline per un totale di 19 competizioni. Portabandiera alla cerimonia di apertura fu il nuotatore quattordicenne Frank Richardson.
Fu la terza partecipazione di questo paese ai Giochi estivi. Non furono conquistate medaglie.